# Szpanówka
Szpanówka (biał. Шпанаўкі; ros. Шпановки) – wieś na Białorusi, w obwodzie brzeskim, w rejonie pińskim, w sielsowiecie Łohiszyn.
W dwudziestoleciu międzywojennym leżała w Polsce, w województwie poleskim, w powiecie pińskim, w gminie Łohiszyn. Po II wojnie światowej w granicach Związku Sowieckiego. Od 1991 w niepodległej Białorusi.